# Cabana de Claror
La Cabana de Claror è un bivacco alpino che si trova nella Parrocchia di Escaldes-Engordany a 2.119 m d'altezza.